# محطة الشعيبة الشمالية
محطة الشعيبة الشمالية لتوليد الطاقة الكهربائية حيث بدئ بتشغيل أول توربينه بخارية فيها عام 1965م وقد بلغ إنتاجها (872) مليون كيلو واط ساعة عام 1989م ، وبلغ (416) مليون كيلو واط ساعة عام 1990م .